# Berberis vernae
 (juillet 2009).
Si vous disposez d'ouvrages ou d'articles de référence ou si vous connaissez des sites web de qualité traitant du thème abordé ici, merci de compléter l'article en donnant les références utiles à sa vérifiabilité et en les liant à la section « Notes et références ».
Espèce
Classification phylogénétique
Berberis vernae (synonyme Berberis carolii var. hoanghensis) est une espèce de plantes à fleurs du genre Berberis (les berbéris) et de la famille des Berberidaceae. C'est une arbuste originaire de l'ouest de la Chine, principalement de la province de Gansu, du Qinghai et du Sichuan.

## Description
C'est un arbuste dense et épineux, formant des fourrés entre 0,5 et 1,5 m.
Les fleurs sont jaune citron et les fruits sont d'un rouge profond. Le feuillage est caduc.